# Montañas de Calamún
El Calamún o Qalamún (en árabe, جبال القلمون Jabāl al-Qalamūn) es una cordillera localizada en la frontera de Siria y El Líbano. Constituyen la parte noreste de la cordillera del Antilíbano, y se extienden desde el valle del río Barada en el suroeste hasta la ciudad de Hisyá en el noreste. Administrativamente, se encuentran principalmente en los distritos de An-Nabek y Yabrud.
En las montañas de Qalamun se encuentra el Monasterio de Cherubim. También en el Calamún quedan los últimos hablantes de la lengua de Jesús, el arameo, un residuo de la que antiguamente fue la lengua franca de toda la región. Destaca el arameo en la ciudad de Maalula. An-Nabk ejerce como capital tradicional del Calamún.